# 佐藤大樹 (ダンサー)
佐藤 大樹（さとう たいき、1995年1月25日 - ）は、日本のダンサー、俳優。EXILE、FANTASTICS from EXILE TRIBEのメンバー。
埼玉県白岡市出身。身長173cm。血液型はA型。

## 略歴
中学3年の時に母親に誘われ『EXILE LIVE TOUR 2009 THE MONSTER』のさいたまスーパーアリーナ公演を観に行き影響を受ける。高校1年からダンスを始めEXPG東京校に通う。
2011年 - 2013年、GENERATIONSのサポートメンバーとして活動。
2013年3月、埼玉県立伊奈学園総合高等学校を卒業。
2014年4月27日、「EXILE PERFORMER BATTLE AUDITION」に合格しEXILEに加入。
2016年12月29日、FANTASTICSとしても始動。

## 人物
- 1歳下の弟がいる[10]。
- 学生時代は"タチ"と呼ばれていた[11]。
- 小学4年から中学3年までサッカーをしていた[12]。高校時代は回転寿司店で1年間、その後スーパーのレジ打ちで1年間アルバイトをしていた[13]。引越し、派遣のアルバイトもしていた[14]。
- BUDDiiSの小川史記は幼馴染である。同じマンションに住み、同じ小中学校に通い、EXPGに通っていた[15]。

### デビュー後
- EXILE加入から2年半は、同時に加入したメンバーの世界と二人暮らしをしていた[16]。
- 2020年に日本サウナ・スパ協会の認定資格であるサウナ・スパ健康アドバイザーの資格を取得し[17]、2022年に上位資格にあたるサウナ・スパプロフェッショナルの資格を取得した[18]。
- 2023年と2024年はEXILEの活動に参加しておらず[19][20][21][22]、単独ライブ『EXILE LIVE 2023 in TAIPEI』も不参加だった[23]。理由は不明。

## 出演

### テレビドラマ
- シュガーレス（2012年10月 - 12月、日本テレビ） - 田中ヒラオリ 役[24]
- 仮面ティーチャー（2013年7月 - 9月、日本テレビ） - 中川順也 役[24]
- ビンタ！〜弁護士事務員ミノワが愛で解決します〜 第11話・第12話（2014年12月、日本テレビ） - 秋吉祐司 役[24]
- 戦力外捜査官 スペシャル（2015年3月21日、日本テレビ）
- ワイルド・ヒーローズ（2015年4月 - 6月、日本テレビ） - 里島透（メロス） 役
- HiGH&LOW〜THE STORY OF S.W.O.R.D.〜（2015年10月 - 12月、日本テレビ） - チハル 役
  - HiGH&LOW Season2（2016年4月 - 6月）
- ナイトヒーロー NAOTO 第1話（2016年4月、テレビ東京） - エンディングダンス[25]
- 恐怖新聞（2020年8月 - 10月、東海テレビ） - 松田勇介 役[26]
- liar（2022年2月 - 4月、MBS） - 主演・市川一哉 役（見上愛 とW主演）[27][28]
- 理想ノカレシ（2022年6月 - 7月、TBS） - 村瀬光琉 / 神宮寺望 役[29]
- Sister（2022年10月 - 12月、読売テレビ） - 羽瀬昊汰 役[30]
- around1/4 アラウンド・クォーター（2023年7月9日 - 9月24日、朝日放送テレビ） - 主演・新田康祐 役[31]
- 離婚しない男-サレ夫と悪嫁の騙し愛-（2024年1月20日 - 3月16日、テレビ朝日） - 三砂裕 役[32]
- 瓜を破る〜一線を越えた、その先には（2024年1月24日 - 3月20日、TBS） - 主演・鍵谷千里 役（久住小春とW主演）[33]
- 降り積もれ孤独な死よ（2024年7月7日 - 9月8日、読売テレビ・日本テレビ） - 鈴木潤 役[34]
- 愛人転生 -サレ妻は死んだ後に復讐する-（2024年9月6日 - 10月25日、毎日放送） - 井上宗二郎 役[35]
- 栞ちゃん 心の声を聞かせてよ 第1話（2024年12月13日、テレビ朝日） - 清隆 役[36]
- 風のふく島 第1話（2025年1月11日、テレビ東京） - 中村優神 役[37]
- ダメマネ! -ダメなタレント、マネジメントします- 第6話（2025年5月25日、日本テレビ） - 細井健一 役[38]
- 恋愛禁止（2025年7月3日 - 、読売テレビ・日本テレビ） - 津坂慎也 役[39]

### 配信ドラマ
- 恋に落ちたおひとりさま〜スタンダールの恋愛論〜（2022年3月、Amazon Prime Video） - 村石琢磨 役[40]
- liar〜すれ違う恋〜（2022年3月、dTV） - 市川一哉 役[41]
- 絶望的につまらない金持ちイケメン彼氏と結婚できますか? #絶望プロポーズ（2025年4月、タテドラ） - 主演・葛城昴 役[42]

### 映画
- 俺たちの明日（2014年） - 相原卓也 役 [43]
- ROAD TO HiGH&LOW（2016年） - チハル 役
  - HiGH&LOW THE MOVIE（2016年）
  - HiGH&LOW THE RED RAIN（2016年）
  - HiGH&LOW THE MOVIE 2 / END OF SKY（2017年）
  - HiGH&LOW THE MOVIE 3 / FINAL MISSION（2017年）
  - DTC -湯けむり純情篇- from HiGH&LOW（2018年） - 主演
  - HiGH&LOW THE WORST（2019年）
- ママレード・ボーイ（2018年） - 須王銀太 役
- センセイ君主（2018年） - 澤田虎竹 役
- 4月の君、スピカ。（2019年） - 主演・宇田川泰陽 役（福原遥とW主演）[44]
- 小説の神様 君としか描けない物語（2020年） - 主演・千谷一也 役（橋本環奈とW主演）[45]
- 逃走中 THE MOVIE:TOKYO MISSION（2024年） - 寺島譲司 役[46]
- 惑星ラブソング（2025年）[47]
- 君がトクベツ（2025年） - SHO 役[48]

### 短編映画
- その瞬間、僕は泣きたくなった-CINEMA FIGHTERS project-「魔女に焦がれて」（2019年） - 主演・雅人 役

### 舞台
- 劇団EXILE公演「あたっくNo.1」（2013年8月 - 9月） - 横川一等兵 役
- ムッシュ!（2013年10月 - 11月） - 八鳥有 役
- 錆色のアーマ（2017年6月） - 主演・孫一 役
  - 錆色のアーマ -繋ぐ-（2019年6月）
- BOOK ACT
  - 「もう一度君と踊りたい」（2019年9月、2020年2月[49]、10月[50]、2024年2月）[51]
  - 「芸人交換日記」（2021年1月[52]、2025年5月）[53]
  - 「僕らは人生で一回だけ魔法が使える」（2023年1月）[54]

### テレビ番組
- チャント!「ワクワク! カンパニー Do well by doing good!」（2020年7月 - 2021年3月、CBCテレビ） - リポーター[55]
- ディズニー365 プラス（2020年7月 - 、ディズニー・チャンネル） - MC[56]
- DayDay.（2025年3月 - 、日本テレビ） - 不定期レギュラー[57]

### 配信番組
- DANCER'S PRIDE（2016年12月 - 2017年2月、AbemaTV）[58][59]
- シブザイル（2020年3月 - 2021年1月、ABEMA） - MC [60]

### ラジオ
- 太田胃散 presents Friday Night Party（2022年11月、TOKYO FM）[61]
- FANTASTICS 佐藤大樹のぼっちマイク（2024年4月2日 - 、FM NACK5）[62]

### CM
- ESS「piu」（2013年）
- ABC-MART（2014年）[63]
- サントリー「ザ・モルツ」（2016年）[64]
- 日清「カップヌードル」（2018年）[65]
- ミクシィ「TIPSTAR」（2021年）[66]
- スニーカーダンク（2021年）[67]

### ミュージックビデオ
- FUNKY MONKEY BABYS「ラブレター」（2011年）[68]
- GENERATIONS from EXILE TRIBE
  - 「BRAVE IT OUT」（2012年）
  - 「ANIMAL」（2013年）
  - 「Love You More」（2013年）
  - 「HOT SHOT」（2013年）
- DANCE EARTH PARTY 「イノチノリズム」（2013年）
- Crystal Kay「君がいたから」（2015年）[69]

### アニメ
- 『HiGH&LOW g-sword』アニメーションDVD付き特装版 フラッシュアニメ（2017年） - チハル 役
- 錆色のアーマ-黎明-（2022年） - 孫一 役[70]

### 連載
- ぴあ「佐藤大樹&寛太の 映画の処方箋、お出しします!」（2018年9月 - 2021年3月）[71]

### その他
- 幻冬舎文庫 キャラクター（2020年）[72]
- 教材『中学校の現代的なリズムのダンス授業 〜レクチャームービー〜』（2020年）[73]
- アクシージア「THE B MAISON」アンバサダー（2022年）[74]
- PREMIUM WATER FUTURE アンバサダー（2022年）[75]
- 目黒警察署「特殊詐欺被害防止等の広報音声」（2022年）[76]

## 作品

### 参加作品
| 発売日       | 曲名      | 収録作品                     |
| ------------ | --------- | ---------------------------- |
| 2022年3月9日 | Faith     | 錆色のアーマ-黎明-「Faith」  |
| 2022年4月6日 | Blue Eyes | 錆色のアーマ-黎明-『ALBADA』 |

## プロデュース
- EXILE「STEP UP」 (Lyric Video)（2018年）[79]
- TAIKI MAGAZINE（2025年2月26日、ワニブックス）[80]

## 書籍

### 写真集
- STEP BY STEP（2020年1月25日、幻冬舎）